# Piper fimbriulatum
Espèce
Synonymes
- Piper bullulifolium Trel.[1]
- Piper cooperi Yunck.[1]
- Piper exiguispicum Trel.[1]
- Piper hayesii Trel.[1]
- Piper neurostachyum C.DC.[1]
- Piper piedadesense Trel.[1]
- Piper silvicola C.DC.[1]

Statut de conservation UICN

 NT  : Quasi menacé
Piper fimbriulatum est une espèce de plantes à fleurs de la famille des Piperaceae. Elle est trouvée en Colombie, au Costa Rica et au Panama. Elle est menacée de fait de la disparition de son habitat. 

## Publication originale
- Bulletin de la Société Royale de Botanique de Belgique 30(1): 207–208. 1891[1892]. (25 May 1892)